# Setge d'Alzira
El setge d'Alzira fou una de les accions armades de la Revolta de les Germanies.

## Antecedents
A l'estiu del 1520, començaren algunes accions bèl·liques com l'assalt del vescomtat de Xelva, el saqueig de palaus nobiliaris i la crema de títols de propietat. Tot i la derrota de la revolta de les comunitats de Castella a la batalla de Villalar el 23 d'abril, la revolta esclatà el juny del 1521, en dos fronts alhora: l'un al nord, a les comarques del Maestrat, la Plana i el Camp de Morvedre; i un altre al sud, a les terres d'Alzira, Xàtiva, Gandia i Elx. El primer front fou derrotat per les tropes d'Alfons I d'Empúries, el duc de Sogorb, en el setge de Sant Mateu, la batalla d'Orpesa i després en la batalla d'Almenara, després de la qual les tropes reialistes es van aquarterar a Peníscola.
El front del sud, per contra, aconseguí prendre el castell de Xàtiva i una important victòria en la batalla de Gandia sobre les tropes del virrei (de fet, l'única en batalla campal), i el virrei Diego Hurtado de Mendoza va haver de tornar per mar des de Dénia a Peníscola. Després d'aquest èxit, el saqueig de la vila i horta de Gandia, i el bateig forçós de tots els musulmans de la Safor, els agermanats començaren una sèrie de disputes internes que conduïren a una estrepitosa derrota pel marquès de Los Vélez en la batalla d'Oriola i una posterior caiguda en mans reialistes de tot el sud del regne, des d'Alacant fins a Ontinyent. Únicament Xàtiva i Alzira queden sota domini agermanat.

## El setge
El setge d'Alzira es va començar el 1521 quan el virrei Diego Hurtado de Mendoza y Lemos, va voler sotmetre Alzira i acabar amb la revolta de les Germanies. L'Encobert, que pretenia ser net de Ferran el Catòlic va prendre el relleu de Vicent Peris com a líder de la ja agònica revolució de les Germanies el 1522, quan sols Xàtiva i Alzira resistien a les tropes reials. Després de l'assassinat de l'Encobert a Burjassot el 19 de maig de 1522 a mans de dos dels seus seguidors per a cobrar la recompensa oferta pel virrei, aquest va atacar les dues ciutats rebels. En aquesta batalla, Alzira va comptar amb el suport dels agermanats de Xàtiva, resistint els atacs durant un any, fins que el 9 de desembre de 1522, les tropes del virrei van entrar en la ciutat.

## Conseqüències
Germana de Foix,vídua de Ferran II s'encarregà d'endurir la repressió, que va incloure l'execució d'unes 800 persones.